# Bodung
Bodung est une localité du comté d'Akershus, en Norvège.